# Liberty of the Clink

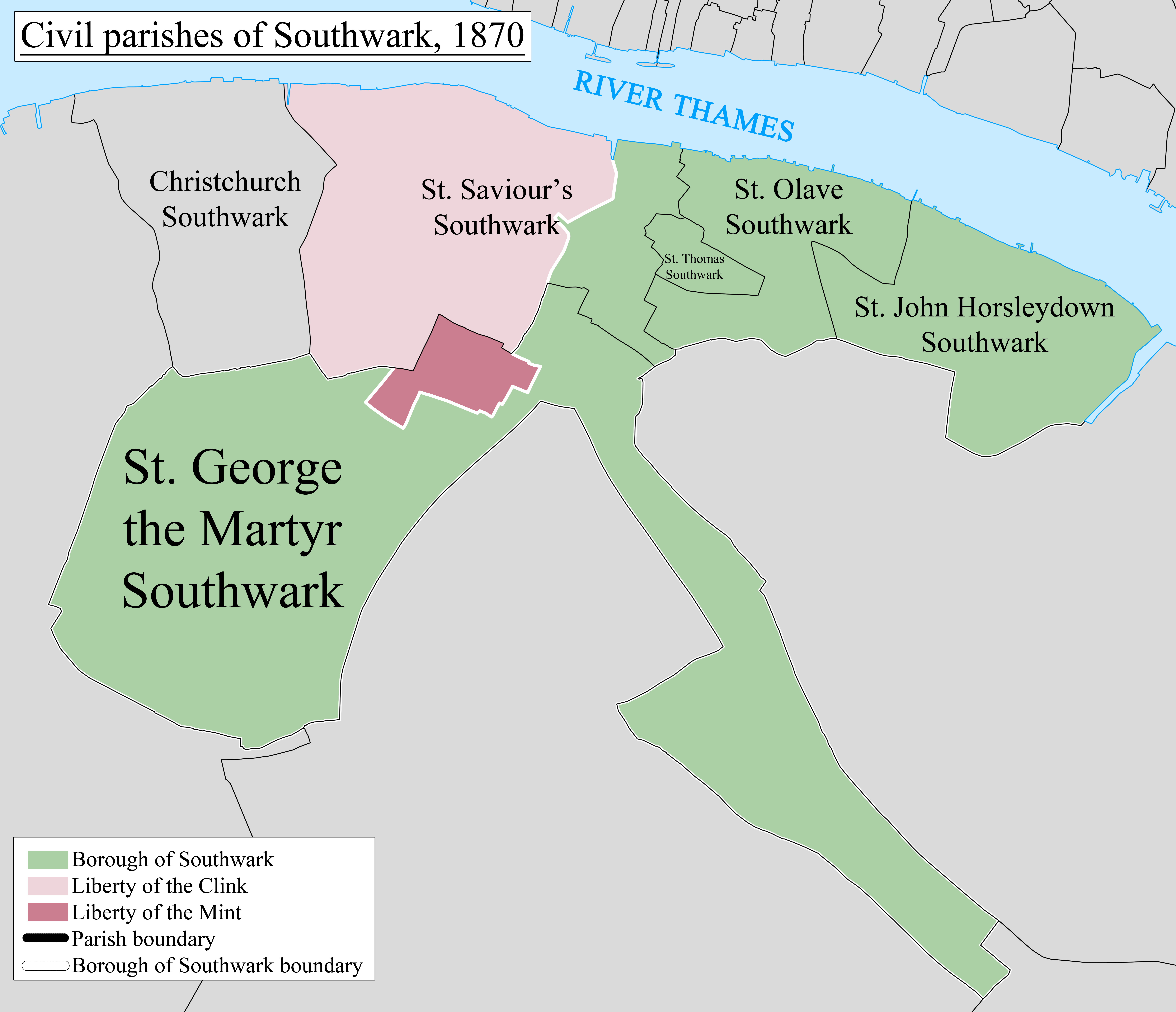
Gemeinde Southwark um 1870

Die Liberty of the Clink war ein Gebiet in Southwark, am Südufer der Themse, gegenüber der City of London. Obgleich bis 1889 zur Grafschaft Surrey gehörend, fand sich diese Liberty nicht unter der Jurisdiktion des High Sheriff of Surrey, sondern unter der des  Bishop of Winchester, welcher in der Regel entweder der Lordkanzler oder Lord High Treasurer (Schatzmeister) des Königs war.

## Anfänge
Die Liberty war ursprünglich der nordöstliche Teil der 'Hide of Southwark', einer Landfläche, die König Heinrich I. irgendwann in den Jahren 1104–1109 dem Priorat des Benediktinerklosters Bermondsey überließ. Das Kloster verkaufte das Land um 1149 an Heinrich von Blois, dem Bischof von Winchester und jüngeren Bruder von König Stephan, der ein Domizil für seine Regierungsaufgaben in London einrichten wollte.
Die Bistumsverwaltung bezeichnete es als das „Manor of Southwark“, in der Bedeutung des Herrenhauses nebst Ländereien des Bischofs in Southwark. Es wurde auch als die „Liberty of Winchester“ bekannt. Die Liberty (unterliegend einer Gerichtsbarkeit der Grundherrschaft) wurde mit der Besiegelung der Transaktion durch König Stephen in Kraft gesetzt. Sie umfasste ca. 28 Hektar.

## Errichtung von Palast und Gefängnis
Die Residenz des Bischofs, der Winchester Palace, wurde hier errichtet und war zu Anfang von Parkanlagen umgeben. 1151 wurde am westlichen Ende das Gefängnis The Clink gebaut. Dabei ist unklar, ob das Gefängnis seinen Namen von der Liberty erhielt oder diesen ihr verlieh. Die Ursprünge des Namens könnten onomatopoetischer Natur sein, wie etwa das Geräusch, das das Hinterherschleifen von Ketten, welche Gefangenen angelegt waren, verursacht oder das Schlagen des Verschlussbolzens der Gefängnistüren.
Die erste Erwähnung der „Liberty of the Clink“ erfolgte 1530; Der Spitzname konnte auch informell verwendet worden sein, um Verwechslungen mit den anderen Herrenhäusern in Southwark zu vermeiden.

## Besondere Freiheiten
Da die Liberty außerhalb der Zuständigkeit der City of London lag, wie auch der der Bezirksbehörden Surreys, waren Betätigungen, die in jenen Bereichen streng untersagt waren, im Liberty of the Clink erlaubt.
So erhielt 1161 der Bischof Heinrich von Blois von König Heinrich II. die Genehmigungen zur Prostitutionsausübung und zum Betrieb von Bordellen. Die Damen des Gewerbes waren bald als Winchester Geese bekannt und viele wurden auf dem 1853 geschlossenen Armenfriedhof Cross Bones beerdigt. Von „einer Winchester-Gans gebissen“ worden zu sein, bedeutete eine Geschlechtskrankheit zu besitzen. Auch wurde einige Zeit das englische Wort für Gänsehaut („Goose Bumps“) in dieser Konnotation für die Syphilis benutzt.
So waren innerhalb der Liberty of the Clink neben Tierhatzen, wie das Bear- und Bullbaiting auch das in London verbotene Theaterschauspiel zugelassen. Das berühmteste Theater war das Globe Theatre William Shakespeares. Weitere Häuser im Viertel, bzw. direkt angrenzend, waren das The Rose und The Swan.

## Verwaltung
Die Liberty befand sich bis 1539 im Civil Parish von St. Margaret, bevor sie zur Pfarre von St. Saviour (heute Southwark Cathedral) kam.
In einer 1786 erlassenen behördlichen Verfügung („An Act for paving, cleansing, lighting and watching the Streets, Lanes and other publick Passages and Places, within the Manor of Southwark, otherwise called The Clink“) wurden die Clink Paving Commissioners ernannt, welchen fortan die Verwaltung der Liberty oblag. Es existieren noch heute Straßenpoller mit der Aufschrift „Clink 1812“, welche aus der Zeit der Commissioners stammen. Als Stadtgebiet Londons wurde es dem St. Saviours District eingegliedert. Die Aufgaben der Paving Commissioner übernahm 1855 das Metropolitan Board of Works.

## Eingemeindung
Während der Ära des Commonwealth of England wurde der Episkopalismus abgeschafft und die Liberty gleich zu ihrem Beginn 1649 an einen privaten Eigentümer verkauft. Sie wurde bei der Stuart-Restauration an den Bischof zurückgegeben.
Das Clink-Gefängnis wurde 1780 durch ein Feuer zerstört, ebenso wie der Palast des Bischofs 1814. 1863 wurden die Rechte des Bischofs von Winchester auf die Liberty an kirchliche Institutionen der Church of England übertragen. 1889 wurde die Liberty nach Beschluss des Local Government Act 1888 aufgehoben, als alle verbleibenden Liberties in ihren umliegenden Landkreisen zur County of London zusammengelegt wurden. Heute erinnern, neben den erwähnten Pollern, dem Gefängnismuseum und einem Ruinenrest des Palastes, lediglich noch die Clink Street und der Winchester Walk an das einstmalige Gebiet der Liberty of the Clink.